# 울리이끼쥐
울리이끼쥐(Pseudohydromys patriciae)는 쥐과에 속하는 설치류의 일종이다. 파푸아뉴기니의 토착종이다. 2009년에 처음 기술되었다.